# Ravenea delicatula
Ravenea delicatula är en enhjärtbladig växtart som beskrevs av Rakotoarin. Ravenea delicatula ingår i släktet Ravenea och familjen Arecaceae. IUCN kategoriserar arten globalt som akut hotad.
Artens utbredningsområde är Madagaskar. Inga underarter finns listade i Catalogue of Life.